# Proasellus wolfi
Proasellus wolfi és una espècie de crustaci isòpode pertanyent a la família dels asèl·lids.

## Hàbitat
És una espècie demersal, la qual viu en fonts d'aigua dolça.

## Distribució geogràfica
Es troba a Europa: Sicília (Itàlia).